# ادسون بادل
ادسون بادل (به انگلیسی: Edson Buddle) زاده ۶ نوامبر ۱۹۸۱ در ایالت نیویورک، فوتبالیست آمریکایی است.
او مهاجم تیم ملی فوتبال آمریکا است و هم‌اکنون در لس آنجلس گالکسی در ام‌ال اس بازی می‌کند.